# Горње Жапско
Горње Жапско је насељено место града Врања у Пчињском округу. Према попису из 2022. било је 77 становника (према попису из 1991. било је 115 становника).
Овде се налази Манастир Светог Стефана, Горње Жапско.

## Историја
Године 1879. по новој административној подели новоослобођених крајева, формиран је Врањски округ са три среза. Пчињски срез обухвата Горње и Доње Жапско. У Горњем Жапском тада има 28 кућа са 95 мушкараца и 98 жена. Њих 21 мушкараца уме да чита и пише. Број порских глава је износио 36.
Село је 1901. године било са још четири у општини Буштрњској.

## Демографија
У насељу Горње Жапско живи 92 пунолетна становника, а просечна старост становништва износи 44,8 година (44,8 код мушкараца и 44,8 код жена). У насељу има 31 домаћинство, а просечан број чланова по домаћинству је 3,19.
Ово насеље је великим делом насељено Србима (према попису из 2002. године), а у последња три пописа, примећен је пад у броју становника.
|  |

| Демографија | Демографија | Демографија |
| Година      | Становника  | Становника  |
| ----------- | ----------- | ----------- |
| 1948.       | 230         |             |
| 1953.       | 204         |             |
| 1961.       | 193         |             |
| 1971.       | 180         |             |
| 1981.       | 154         |             |
| 1991.       | 115         | 115         |
| 2002.       | 109         | 109         |

| Етнички састав према попису из 2002.‍ | Етнички састав према попису из 2002.‍ | Етнички састав према попису из 2002.‍ | Етнички састав према попису из 2002.‍ | Етнички састав према попису из 2002.‍ |
| ------------------------------------ | ------------------------------------ | ------------------------------------ | ------------------------------------ | ------------------------------------ |
|                                      |                                      |                                      |                                      |                                      |
| Срби                                 | Срби                                 |                                      | 108                                  | 99,08%                               |
| непознато                            | непознато                            |                                      | 0                                    | 0,0%                                 |

| Година пописа     | 1948. | 1953. | 1961. | 1971. | 1981. | 1991. | 2002. |
| ----------------- | ----- | ----- | ----- | ----- | ----- | ----- | ----- |
| Број домаћинстава | 42    | 41    | 37    | 36    | 37    | 32    | 31    |

| Број чланова      | 1 | 2  | 3 | 4 | 5 | 6 | 7 | 8 | 9 | 10 и више | Просек |
| ----------------- | - | -- | - | - | - | - | - | - | - | --------- | ------ |
| Број домаћинстава | 4 | 12 | 3 | 6 | 0 | 4 | 2 | 0 | 0 | 0         | 3,19   |

| Пол    | Укупно | Неожењен/Неудата | Ожењен/Удата | Удовац/Удовица | Разведен/Разведена | Непознато |
| ------ | ------ | ---------------- | ------------ | -------------- | ------------------ | --------- |
| Мушки  | 39     | 7                | 30           | 1              | 1                  | 0         |
| Женски | 55     | 16               | 30           | 8              | 1                  | 0         |
| УКУПНО | 94     | 23               | 60           | 9              | 2                  | 0         |

| Пол    | Укупно                    | Пољопривреда, лов и шумарство | Рибарство                            | Вађење руде и камена | Прерађивачка индустрија       |
| ------ | ------------------------- | ----------------------------- | ------------------------------------ | -------------------- | ----------------------------- |
| Мушки  | 31                        | 17                            | 0                                    | 0                    | 9                             |
| Женски | 34                        | 15                            | 0                                    | 0                    | 6                             |
| УКУПНО | 65                        | 32                            | 0                                    | 0                    | 15                            |
| Пол    | Производња и снабдевање   | Грађевинарство                | Трговина                             | Хотели и ресторани   | Саобраћај, складиштење и везе |
| Мушки  | 0                         | 3                             | 0                                    | 0                    | 0                             |
| Женски | 0                         | 0                             | 1                                    | 0                    | 0                             |
| УКУПНО | 0                         | 3                             | 1                                    | 0                    | 0                             |
| Пол    | Финансијско посредовање   | Некретнине                    | Државна управа и одбрана             | Образовање           | Здравствени и социјални рад   |
| Мушки  | 0                         | 0                             | 0                                    | 0                    | 2                             |
| Женски | 0                         | 0                             | 0                                    | 1                    | 1                             |
| УКУПНО | 0                         | 0                             | 0                                    | 1                    | 3                             |
| Пол    | Остале услужне активности | Приватна домаћинства          | Екстериторијалне организације и тела | Непознато            | Непознато                     |
| Мушки  | 0                         | 0                             | 0                                    | 0                    | 0                             |
| Женски | 10                        | 0                             | 0                                    | 0                    | 0                             |
| УКУПНО | 10                        | 0                             | 0                                    | 0                    | 0                             |